# Marius Preda
Marius Preda (geboren op 3 juni 1977 in Boekarest , Roemenië) is een Roemeens-Nederlandse muzikant, componist en improvisator, gespecialiseerd in de cimbalom. Hij verwierf bekendheid als solist op dit instrument, vooral binnen de jazz, maar speelt ook in andere genres zoals klassieke muziek en wereldmuziek.

## Persoonlijke geschiedenis

### Muzikale groei
Marius Preda werd geboren in een muzikale familie in Boekarest, Roemenië. Op vierjarige leeftijd ontving hij zijn eerste cimbalom van zijn grootmoeder. De cimbalom: "een trapeziumvormig snaarinstrument  dat met stokken wordt bespeeld, is vooral bekend in Hongarije en andere landen van Oost-Europa".
Op zijn veertiende werd Marius Preda toegelaten tot de George Enescu. Nationale Hogeschool voor de Kunsten Gedurende zijn studie trad hij vaak op in verschillende delen van Roemenië, waar hij samenwerkte met diverse orkesten en zigeunermuzikanten. Deze ervaringen stelden hem in staat om zijn muzikale vaardigheden uit te breiden en naast de cimbalom ook instrumenten zoals de accordeon en viool te leren bespelen.

### Overgang naar Nederland
In 1993, op 16-jarige leeftijd, werd Marius Preda uitgenodigd naar Nederland door de Roemeense panfluitist Nicolae Pirvu om deel uit te maken van diens ensemble. Na zijn vestiging in Nederland begon hij zijn studie aan de jazzafdeling van het Koninklijk Conservatorium in Den Haag, waar hij vibrafoon en piano studeerde. In 2000 voltooide hij zijn opleiding cum laude.

## Familiale muzikale samenwerking
In 2018 lanceerde Marius Preda het muzikale project "The Preda Phenomenon", waarin hij samen met zijn zonen Eduard Preda. (piano, synthesizers) en Thomas Preda bas, gitaar, vocalen) optreedt Dit project is een fusie van diverse muziekstijlen, waaronder jazz, klassieke muziek, wereldmuziek en funk.
"The Preda Phenomenon" omvat samenwerkingen met symfonische orkesten, kwartetten en ensembles. Preda voert met zijn cimbalom en andere instrumenten werken uit van componisten zoals Monti, Piazzolla, Chopin en Bach, waaraan hij zijn eigen interpretaties toevoegt.

## Collaboraties en concerten
Tussen 2000 en 2020 heeft Preda opgetreden in verschillende concertzalen over de wereld, waaronder het Palais des Congrès en het Théâtre du Châtelet in Parijs, de Blue Note in New York en Milaan, en Ronnie Scott’s in Londen.
Hij heeft samengewerkt met musici zoals Vladimir Cosma, Arturo Sandoval, Dennis Chambers, Tom Kennedy, Gheorghe Zamfir, Didier Lockwood, het Rosenberg Trio, Flairck, Mike Stern, en Igudesman & Joo. Daarnaast is hij te horen op diverse albums, waaronder het album Six Strings Evolution van Andreas Öberg, waarop hij samenwerkt met jazzartiesten als John Patitucci en Lewis Nash.

## Discografie
- “The Swinging Cimbalom”[23] (1998/1999) - De cimbalom staat in dit album centraal in combinatie met de jazz muziek.
- Budala Hop (2010)[24] – Het debuutalbum van Marius Preda and the Unknown Allstars biedt een fusie van Roemeense traditionele muziek en jazz waarbij de cimbalom centraal staat.[2]
- Latinos Do Oriente (2015)[23] – Dit album, een samenwerking tussen Marius Preda, Decebal Badila en Antal Steixner, is een fusie van Latijns-Amerikaanse en Oost-Europese muziek.
- Mission Cimbalom (2017)[25][20][26] – is een album van Marius Preda, waarin hij het cimbalom, centraal stelt binnen het jazzgenre.[3][27] Het album combineert de karakteristieke klanken van het cimbalom met moderne jazzcomposities en improvisaties.[26][27][5] Het album bevat bijdragen van bekende muzikanten zoals Arturo Sandoval, Mike Stern en Dennis Chambers.[1][14][5][27][26]

## Muzikale Expressie en Inspiraties
Marius Preda’s muzikale stijl is een mix van Roemeense traditionele muziek, jazz, klassieke muziek en wereldmuziek. Naast de cimbalom beheerst hij verschillende andere instrumenten, waaronder de viool, accordeon, vibrafoon, piano, bas en percussie.
Zijn improvisatiestijl wordt beïnvloed door jazzmusici zoals Chick Corea, Oscar Peterson en Bill Evans, terwijl zijn klassieke invloeden voortkomen uit componisten als Bach, Bartók en Piazzolla.

## Persoonlijk leven
Marius Preda woont in Den Haag met zijn vrouw en hun twee zonen. Samen met zijn zonen vormt hij de kern van The Preda Phenomenon.